# Schweinsgrund am Tannen und Lissauer Berge
Der Schweinsgrund am Tannen und Lissauer Berge ist ein ehemaliges Naturschutzgebiet im gemeindefreien Gebiet Göhrde im Landkreis Lüchow-Dannenberg in Niedersachsen.

## Allgemeines
Das ehemalige Naturschutzgebiet mit dem Kennzeichen NSG LÜ 112 ist 88 Hektar groß. Es stand seit dem 2. Mai 1985 unter Naturschutz und ersetzte in diesem Bereich das mit Verordnung vom 1. August 1974 ausgewiesene Landschaftsschutzgebiet „Elbhöhen-Drawehn“ mit dem Kennzeichen DAN 27. Die Naturschutzgebietsverordnung wurde zum 21. Januar 2021 aufgehoben und das Gebiet wieder Teil des Landschaftsschutzgebietes „Elbhöhen-Drawehn“. Zuständige untere Naturschutzbehörde war der Landkreis Lüchow-Dannenberg.

## Beschreibung
Das ehemalige Naturschutzgebiet liegt südwestlich des Ortes Göhrde innerhalb des Naturparks Wendland.Elbe im Staatsforst Göhrde. Es stellte einen Ausschnitt des Staatsforstes Göhrde unter Naturschutz, der hier von einem plenterwaldartigen Mischwald geprägt wird. Das Waldbild ist das Ergebnis dieser für die Göhrde damals nicht üblichen Waldbautechnik der einzelstamm- bis horstweisen Waldbewirtschaftung.
Die Hauptbaumart ist die Fichte. Daneben sind in erster Linie Kiefer, Traubeneiche, Buche und Birke zu finden. Im Wald sind vereinzelt verheidete Lichtungen eingestreut.
Durch die Bewirtschaftung der Landesforsten nach den 1991 erlassenen LÖWE-Vorgaben zur langfristigen ökologischen Waldentwicklung ist aus der damals seltenen Wirtschaftswaldform ein weit verbreiteter Standard geworden, so dass ein wesentlicher Schutzzweck entfällt. Ebenso stand die in der Naturschutzverordnung festgelegte Förderung von Nadelholzarten der heute erwünschten Förderung standorttypischer Waldgesellschaften entgegen. Da die im Gebiet dominierenden Fichtenbestände unter der Trockenheit der letzten Jahre vor der Löschung des Naturschutzgebietes stark betroffen waren, sind die Bestände voraussichtlich mittelfristig nicht zu halten, so dass ein Bestandsumbau in dem Gebiet nötig wird. Als Ausgleich für die Löschung des Naturschutzgebietes wurde das ebenfalls im Staatsforst Göhrde liegende, aus vier Teilflächen bestehende Naturschutzgebiet „Eichen- und Buchenwälder in der Göhrde“ um rund 89 Hektar vergrößert. Die Heideflächen im ehemaligen Naturschutzgebiet bleiben gesetzlich geschützte Biotope gemäß Bundesnaturschutzgesetz.
Das Gebiet, das vollständig von weiteren Waldgesellschaften umgeben ist, wird von der Landesstraße 253 zwischen Göhrde und Himbergen durchschnitten.